# Scaramouche (roman)
Pour les articles homonymes, voir Scaramouche.
Scaramouche (en anglais : Scaramouche : A Romance of the French Révolution) est un roman historique britannique en trois parties de Rafael Sabatini publié en 1921.
Très librement inspiré de la vie du vrai Scaramouche, Tiberio Fiorelli, l’action en est déplacée sous la Révolution française et la personnalité de Scaramouche dissimule le jeune avocat « André-Louis Moreau ».
Au cours de ses péripéties amoureuses, contraint par les circonstances de changer plusieurs fois de camp, il devient successivement acteur dans le rôle de Scaramouche, révolutionnaire, politicien et maitre d’escrime, confondant ses ennemis tant par sa parole que son escrime. Contraint par les circonstances de changer plusieurs fois de camp, de cynique qu’il était, il devient, paradoxalement, idéaliste.

Le récit s’ouvre sur la phrase mémorable : 
« He was born with the gift of laughter and the sense that the world was mad. »
« Il était né avec le don du rire et le sentiment que le monde était fou. »

## Résumé
André-Louis Moreau est un bâtard qui ignore qui est son père. Ayant pris le parti de son condisciple Philippe de Vilmorin dans une question de justice, il est amené à prendre sa succession lorsque celui est tué en duel par un aristocrate arrogant, le marquis de la Tour d’Azyr. Entrainé dans le sillage de la Révolution française naissante, il est recherché et doit se cacher au sein d’une troupe d’acteurs itinérants, où il joue le rôle de Scaramouche. Il entreprend une liaison avec la fille du directeur de la troupe que celle-ci rompra pour le marquis de la Tour d’Azyr, pourtant fiancé à sa cousine Aline. À Nantes, André-Louis doit quitter la troupe, après avoir déclenché une émeute contre le marquis qui a brutalement réprimé un soulèvement à Rennes. Forcé de se cacher, il monte à Paris où il prend des cours escrimes avant de succéder à son maitre, tué dans une émeute de la Révolution. Il se réconcilie avec son parrain et fait la rencontre de Mme de Plougastel, qui lui porte un intérêt presque maternel. Élu aux États généraux de 1789, il tue ou blesse gravement, y compris La Tour d’Azyr, tous les « spadassinicides » de la noblesse qui le défient. Après la journée du 10 août 1792, il procure un permis de voyage à Aline et à Mme de Plougastel, dont il apprend qu’elle est sa mère. Après un ultime avec la Tour d’Azyr, Mme de Plougastel lui révèle que le marquis est son père. André-Louis décide de quitter Paris avec les deux femmes et son parrain. De retour dans une relative sécurité à Gavrillac, André-Louis et Aline démêlent la nature véritable des sentiments qu’ils éprouvent pour l’autre et se déclarent leur amour.

## Suite
Une décennie plus tard, Sabatini a donné à son roman une suite intitulée Scaramouche le faiseur de rois (en anglais : Scaramouche the Kingmaker).

## Adaptations
- Scaramouche (1952), réalisé par George Sidney, avec Stewart Granger, Janet Leigh et Mel Ferrer.
- Scaramouche (2006), pièce de théâtre de Pierre-Yves Lemieux, théâtre Denise-Pelletier.